# Sint-Elisabethgasthuis (Herentals)

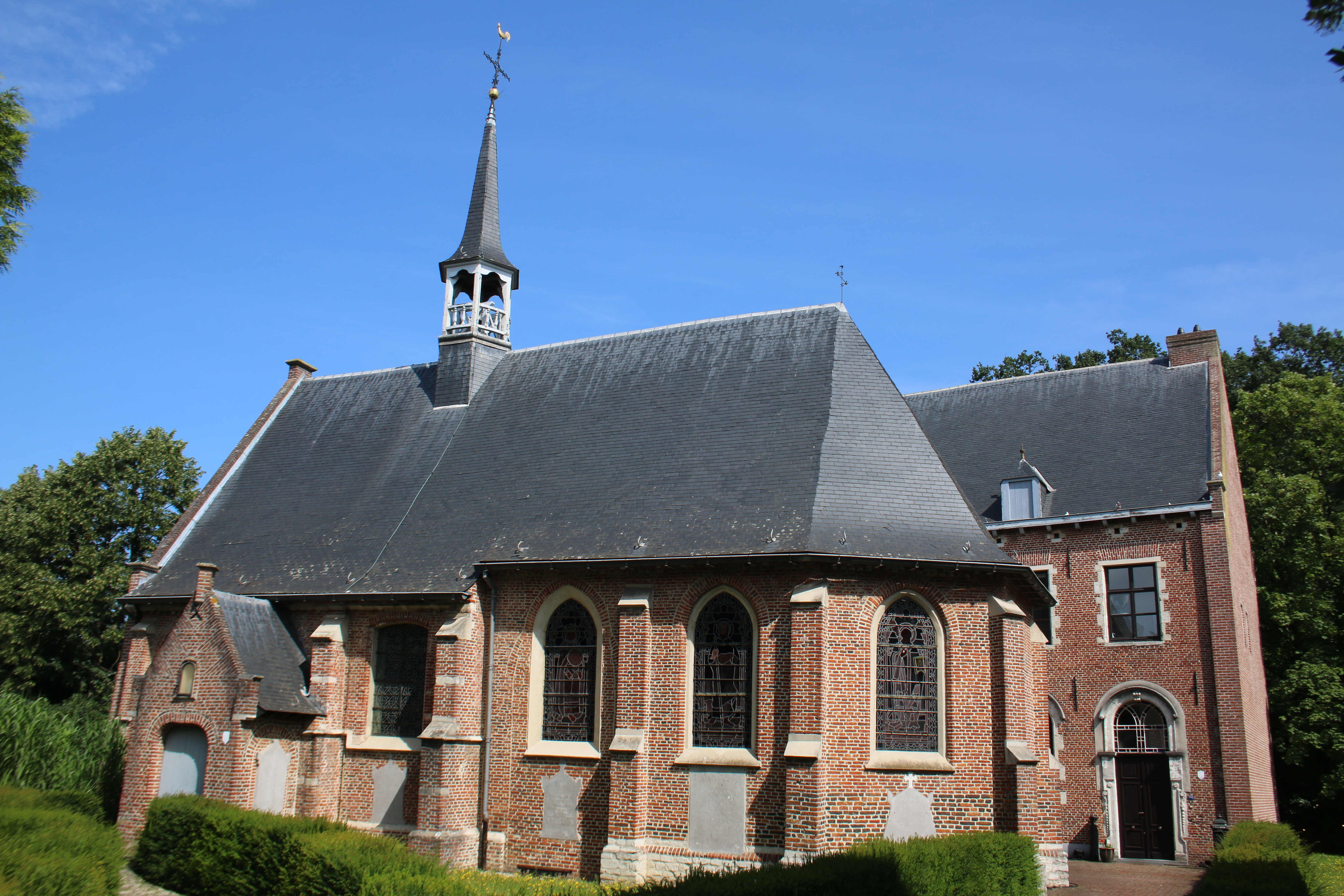

Het Sint-Elisabethgasthuis of Oud Gasthuis is een voormalig gasthuis langs de Kleine Nete in het Belgische Herentals. Het ontstond voor 1253 en is het oudste van de Kempen. Van gasthof evolueerde het geleidelijk naar ziekenhuis (AZ Herentals). De toegangspoort, de kapel, het oude klooster en de oude gasthuisschuur stammen allemaal uit de zeventiende eeuw. In het oude klooster zit de administratie van het Herentalse OCMW onderdak. De kapel wordt gebruikt voor huwelijken, doopsels en begrafenissen. Het Gasthuis is beschermd als monument.

## Afbeeldingen

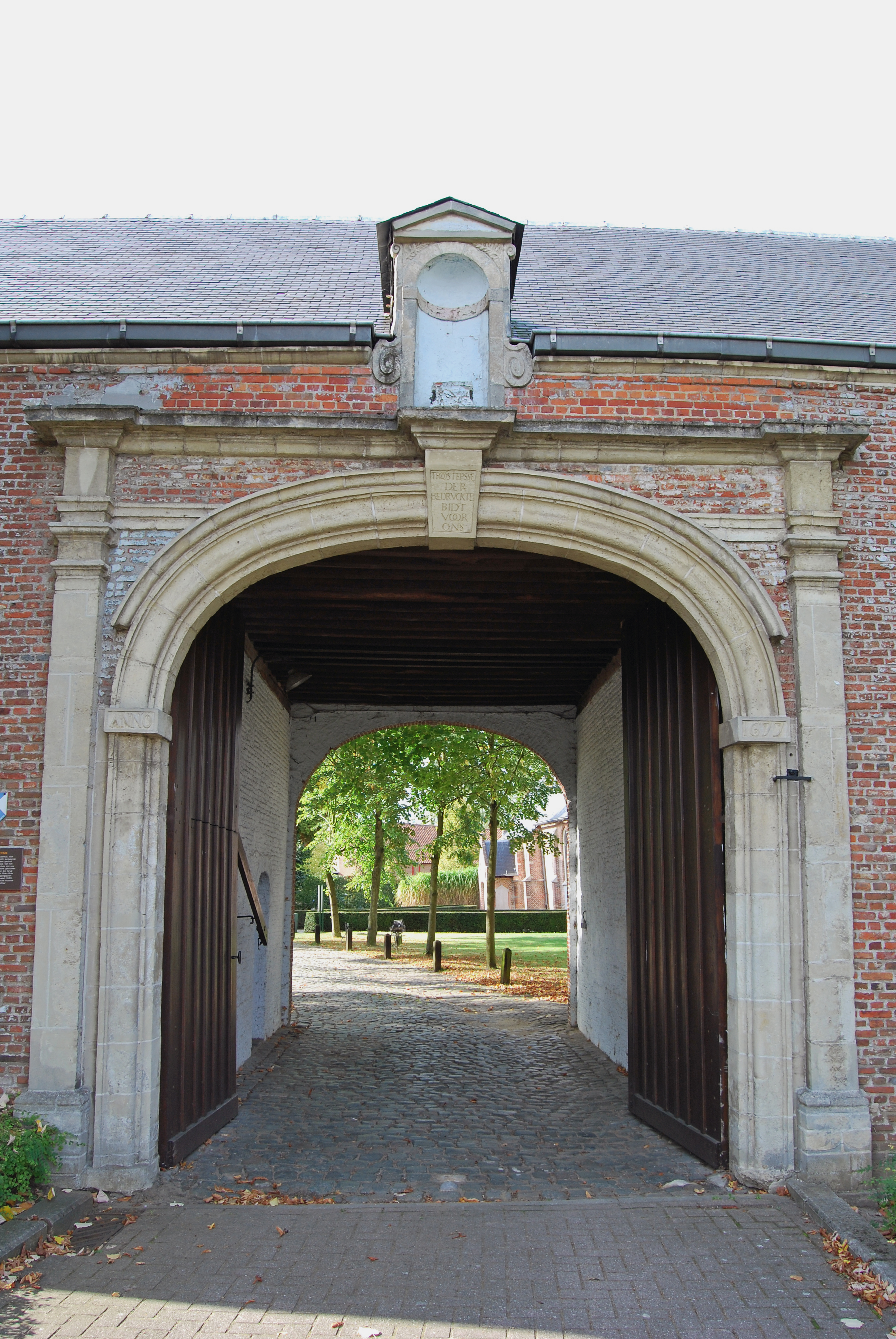
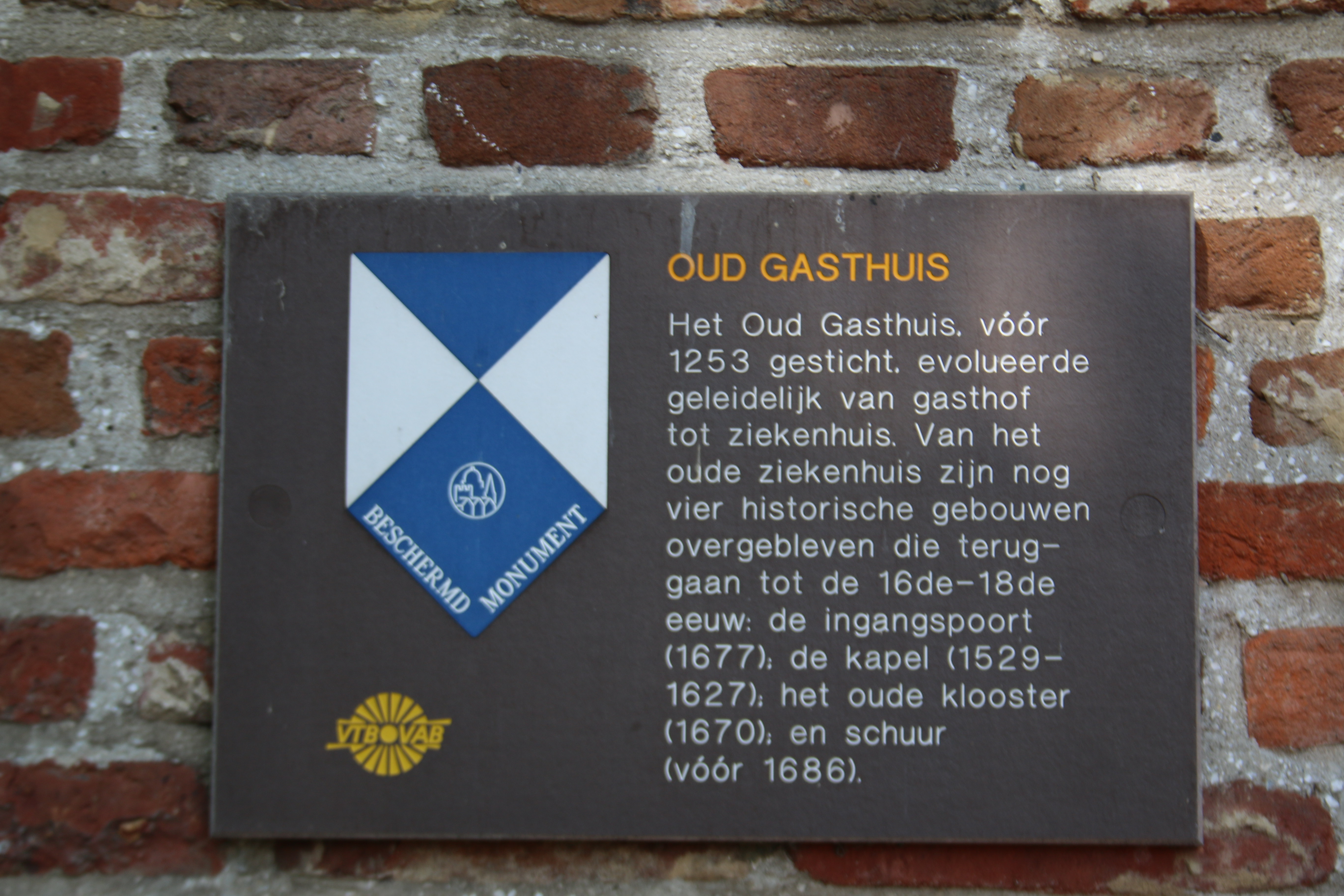
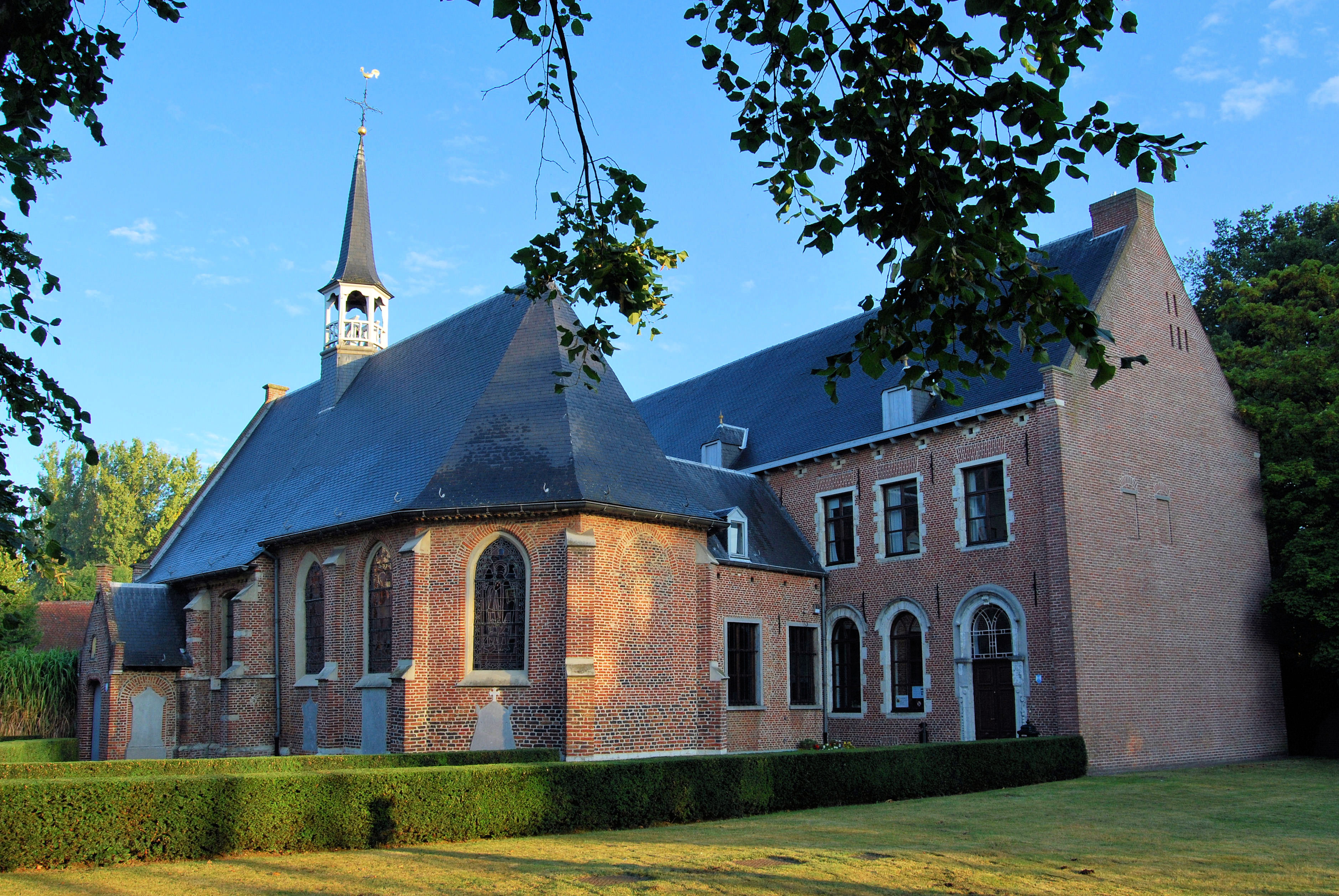